# Kanton Flers-Nord
Der Kanton Flers-Nord war von 1982 bis 2015 ein französischer Wahlkreis im Arrondissement Argentan, im Département Orne und in der Region Basse-Normandie; sein Hauptort war Flers.

## Gemeinden
Der Kanton bestand aus sechs Gemeinden und einem Teil der Stadt Flers (angegeben ist die Gesamteinwohnerzahl, in dem Kanton lebten etwa 7.700 Einwohner):
| Gemeinde                      | Einwohner Jahr | Fläche km² | Bevölkerungsdichte | Code INSEE | Postleitzahl |
| ----------------------------- | -------------- | ---------- | ------------------ | ---------- | ------------ |
| Aubusson                      | 424 (2013)     | 3,9        | 109 Einw./km²      | 61011      | 61100        |
| La Bazoque                    | 260 (2013)     | 2,59       | 100 Einw./km²      | 61030      | 61100        |
| Caligny                       | 855 (2013)     | 14,97      | 57 Einw./km²       | 61070      | 61100        |
| Cerisy-Belle-Étoile           | 720 (2013)     | 13,4       | 54 Einw./km²       | 61078      | 61100        |
| Flers                         | 14.761 (2013)  | –          | – Einw./km²        | 61169      | 61100        |
| Montilly-sur-Noireau          | 729 (2013)     | 11,03      | 66 Einw./km²       | 61287      | 61100        |
| Saint-Georges-des-Groseillers | 3.259 (2013)   | 7,06       | 462 Einw./km²      | 61391      | 61100        |